# Anisozyga viridimargo
Anisozyga viridimargo är en fjärilsart som beskrevs av Louis Beethoven Prout 1916. Anisozyga viridimargo ingår i släktet Anisozyga och familjen mätare. Inga underarter finns listade i Catalogue of Life.